# تشسکا بیلا
تشسکا بیلا (به چکی: Česká Bělá) یک منطقهٔ مسکونی در جمهوری چک است که در ناحیه هاولیتشکوف برود واقع شده‌است. تشسکا بیلا ۱۵٫۹۹ کیلومتر مربع مساحت و ۱٬۰۲۱ نفر جمعیت دارد و ۵۱۰ متر بالاتر از سطح دریا واقع شده‌است.